# أليساندرا ميلوكو فاكارو
أليساندرا ميلوكو فاكارو (4 أبريل 1940، روما - 29 أغسطس 2000، روما) مؤرخة وعالمة آثار إيطالية. تَرَكَزّ نشاطُها الرئيسي في الميادين الثلاثة التي قَدَمّت فيها ابتكارات مهمة - العصور الوسطى العليا وترميم الآثار والبيئة والمناظر الطبيعية. وقد مّنَحّها الرئيس كارلو أزيليو تشامبي نيشان الاستحقاق الذهبي للثقافة والفنون تكريماً لذكراها في فبراير 2001.

## حياتها
ولدت أليساندرا فاكارو في روما في 4 أبريل 1940 لعائلة رومانية من الطبقة المتوسطة. كان جدها، مايكل أنجلو فاكارو، أستاذًا جامعيًا كَتَبّ نَصًا جوهريًا عن الأنثروبولوجيا الإجرامية وأصبح عضوًا في مجلس الشيوخ ورئيسًا لمجلس الوزراء في ظل حكومة كريسبي. وكان والدها كيميائيًا وخبيرًا دوليًا في الوقاية وكانت والدتها، إيميرنزيانا، مديرة معهد علم أمراض الكتاب. وفي 1965 تزوجت من المحامي جيانفرانكو ميلوكو.

## حياتها المهنية
التحقت فاكارو بكلية الآداب بجامعة لا سابينزا في روما، حيث دَرَسَت علم الآثار اليونانية والرومانية تحت إشراف رانشيو بيانشي باندينيلي وتخصصت في علم الآثار في الكلية الوطنية للآثار. في الفترة من 1962 إلى 1963، شاركّت فاكارو في أعمال التنقيب في الحرم الأتروسكي لبيرجي (سانتا سيفيرا حاليًا) وفي المركز التجريبي للآثار الغارقة.
من 1964 فازت بمنحة للدراسة في كلية الآثار الإيطالية في أثينا وفي 1965، عَمِلّت على نَشر «الكتاب السنوي لتاريخ الفن» الذي حَرَرَتهُ «مكتبة علم الآثار وتاريخ الفن في روما» وتولّت مسؤولية قطاع من أعمال التنقيب في بيرجي ونشر «الطلاء الأسود» و«الفخار الهيليني». انضمّت فاكارو إلى إدارة الاثار والفنون الجميلة في 1965، حيث أدارت سلسلة من الحفريات من ضمنها؛ تلك الموجودة في كاتدرائية أريتسو القديمة (من 1970 إلى 1974) وتلك الموجودة في مقبرة لونغوباردي في تشويسي-آرتشيسي (في 1971). حينها وَسَعّت اهتماماتها لتولي إعادة تنظيم وترميم اللوحات الرومانية في متحف فلورنسا الأثري؛ كانت حقبة القرون الوسطى العليا مجالًا رائدًا للبحث في ذلك الوقت.
انتقلت إلى روما في 1971 إلى المعهد المركزي للترميم وفي 1974 عُينّت مديرة متحف العصور الوسطى المبكرة، حيث وَسَعّت إصدارات المتحف إلى جانب هذا الأسلوب الجديد من الاهتمام، المنشورات التي تضمَنَت مجموعة النحت في العصور الوسطى المبكرة واللومبارديون في إيطاليا والتي لا تزال صالحة للعمل كمرجع حتى اليوم. علاوة على ذلك، أدخلت تخصص عصر القرون الوسطى العليا بين التخصصات الجامعية مما أدى إلى تدريسُه على نطاق أوسع.
من 1976 إلى 1979، اُنتُخِبّت فاكارو نائبة في البرلمان الإيطالي في المقاعد الخلفية عن الحزب الشيوعي الإيطالي. وعند مُغادرتها البرلمان، عُينّت نائب مشرف وعالمة آثار في وزارة التراث الثقافي والبيئي وكذلك أصبحت مديرة خدمة التراث الأثري في المعهد المركزي للترميم، حيث سمحت لها اهتماماتها العلمية الواسعة بتناول العديد من الموضوعات ووضع مشاريع ترميم مبتكرة ومُختصة. شَمَلَت هذه، توجيه البحث في ترميم الآثار الرخامية الرئيسية في إيطاليا التي يرجع تاريخها إلى العصر الكلاسيكي لروما:
- عمود تراجان
- عمود أنطونيوس بيوس
- قوس قسطنطين
- قوس سبتيموس سيفيروس
- معبد هادريان
- معبد ساتورن
- معبد فيسباسيان وتيتوس
- مقبرة الغواص في بايتسوم

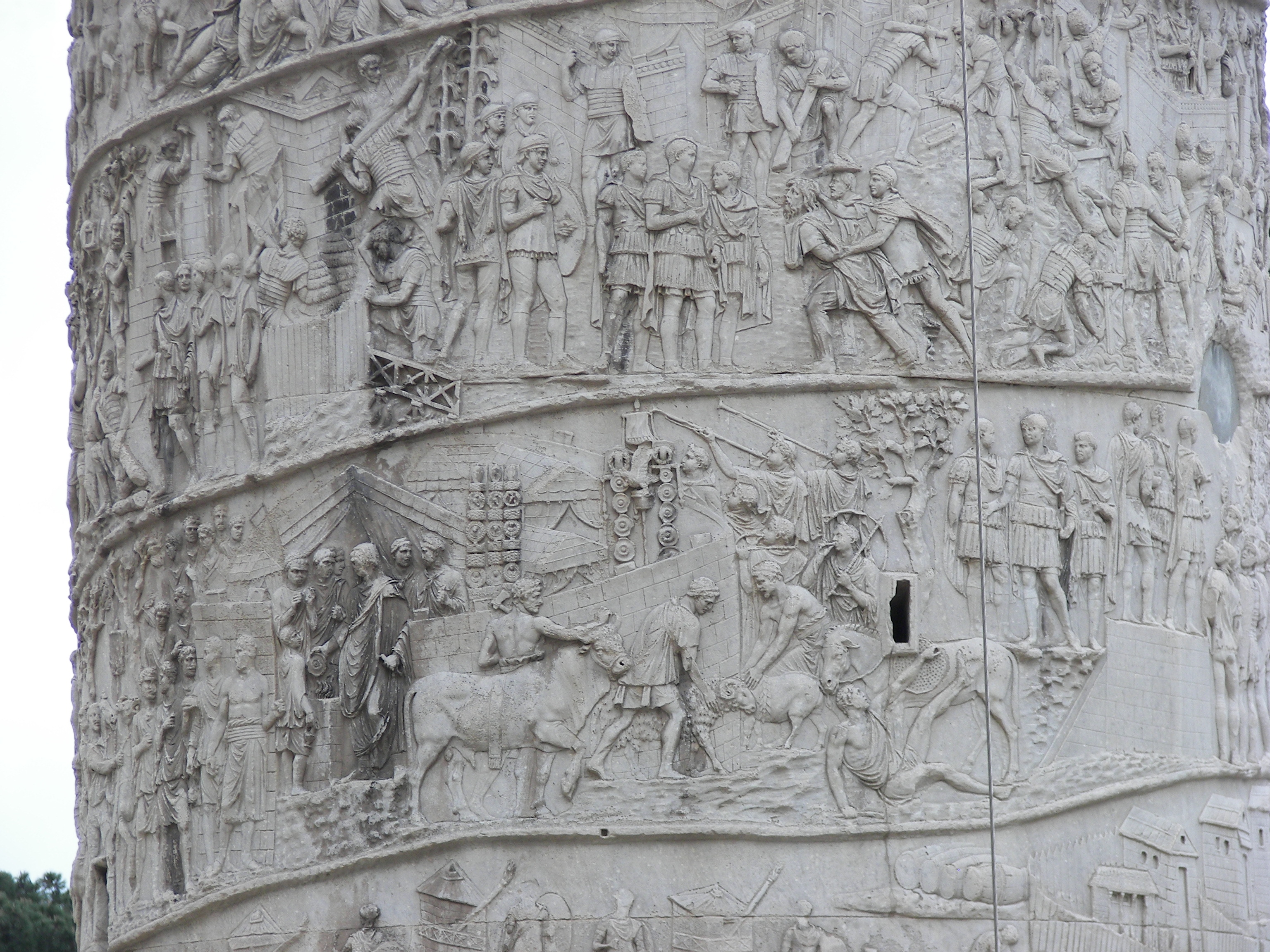
نقوش عمود تراجان

- آثار الفن المسيحي المبكر تحت الأرض في سانت سالفاتوري من كابراس، سردينيا
- تمثال ماركوس أوريليوس البرونزي في روما
- تماثيل رياتشي البرونزية في ريجيو كالابريا

خلال الخمسة عشر عامًا التي أمضتها في المعهد الدولي للأثار، نُشرّت الابتكارات التي أدخلتها فاكارو على العمل الأثري على نطاق واسع، بما في ذلك الأعمال المتعلقة بالحفاظ على الحجر والطلاء المعماري والزخرفة متعددة الألوان في الآثار القديمة. شَكَلَ عَمَلُها في الترميم و«برامج الصيانة» أساس «خريطة مخاطر التراث الثقافي الإيطالي». في هذا الوقت، ساهمّت فاكارو أيضًا في إعداد وتدريس العديد من الدورات الجديدة التي تدمُج علم الآثار والترميم في العديد من الجامعات في إيطاليا.
في 1994 كانت مسؤولة عن الخدمة الفنية التي تتعامل مع العلاقات الدولية والمخاطر الكبيرة على البيئة والمناظر الطبيعية في وزارة التراث والأنشطة الثقافية، وحَثَت على البحث في المخاطر الطبيعية والبشرية على البيئة والمناظر الطبيعية خاصة فيما يتعلق بالمناطق الأثرية مثل بومبي. مَثَلّت فاكارو إيطاليا أيضًا في مجموعات دولية مثل مجموعة العمل الوطنية لقائمة التراث العالمي لليونسكو ومكتب مجلس التعاون الثقافي التابع لمجلس أوروبا، من بين العديد من الأدوار الوطنية والدولية الأخرى.

## للمزيد من القراءة
- Laura Nicotra، "Alessandra Melucco Vaccaro"، Breaking Ground: Women in Old World Archaeology، Brown University، مؤرشف من الأصل في 2025-02-22.
- AA. VV., In ricordo di Alessandra Melucco Vaccaro. Testimonianze pronunciate il 31 agosto 2000 nella sede del Consiglio Nazionale per i Beni Culturali e Ambientali nel complesso monumentale del S. Michele a Roma, Roma 2001
- G. Calcani, A. M. Ferroni, "Alessandra Melucco Vaccaro. Archeologa anche del paesaggio", in Il Giornale dell’Arte, n. 192, 2000, p. 61.
- G. Calcani, "Recensione di Archeologia e restauro", in Archeologia Classica, n. 52, 2001;
- P. Liverani, "Diario di bordo di un’archeologa", in Il Sole-24 Ore, 28 gennaio 2001, p. 43;